# 奈津子
奈津子（1989年8月18日—），日本女演員，前SDN48成員之一。原名是大木 奈津子（大木 奈津子）。同為女演員的亞希子是其雙胞胎妹妹。
目前為ABP inc.所屬（曾為研音及Dig-esT事務所屬下的藝人）。

## 簡歷
- 首部演出的作品是2004年的『唐澤壽明 Presents 記憶的力量 II』。
- 在2006年4月 - 6月播映的電視劇『GAL CIRCLE（ギャルサー）』中所飾演的VIOLET（スミレ，是一個太妹（ギャル））廣受注目。
- 與其雙胞胎妹妹亞希子比較，她飾演較多豔麗的太妹系的角色。
- 喜歡閱讀書籍。吹奏法國號是她的特長。
- 曾就讀於千葉縣立犢橋高等學校，後來轉學至東京都日出高等學校，並於該校畢業。
- 除了雙胞胎妹妹亞希子外，家中尚有二位姊姊，全家共有四姊妹。
- 在2008年，她被選為日本電視台「日Telegenic2008」之一。
- 在2008年12月20日，她與亞希子一同離開了研音，並在其後加盟WINT ARTS事務所。
- 在2010年5月15日，她與亞希子一同開始以SDN482期生的身分活動，直至2012年3月31日為止。
- 在2011年6月1日，她與亞希子一起從WINT ARTS轉投Dig-esT事務所。
- 在2014年10月1日，她自己從Dig-esT轉投Asia Business Partners事務所[1]，令她與亞希子不再是同一事務所旗下的藝人。

### 其他人物資料
- 喜歡的學科是音樂。
- 喜歡的運動是羽毛球。

## 參與歌曲

### 單曲CD選拔曲
- SDN48「Under Girls A」名義
- SDN48「Under Girls B」名義
- SDN48「Under Girls Team G」名義

### 劇場公演Unit曲
- SDN48 1st Stage 2期生公演
  - Black boy
  - I'm sure

## 演出

### 電視劇
- 野豬大改造（日本電視台、2005年10月 - 12月）飾演野村明美
- GAL CIRCLE（日本電視台、2006年4月 - 6月）飾演
- 新三人時代（朝日電視台、2006年7月 - 9月）飾演
- 鐵板少女小茜!!（東京廣播公司、2006年10月 - 12月）飾演（桂柚子）
- 父女7日變（東京廣播公司、2007年6月 - 8月）飾演平田佐緒里
- P&G Pantene Drama Special 畫牌美人（かるた小町）（富士電視台、2008年2月11日）飾演一條右京
- Hit Maker阿久悠物語（日本電視台、2008年8月1日）飾演The Peanuts
- 霧之火～散落在樺太真岡郵政局的九個少女們～（日本電視台、2008年8月24日）飾演佐藤千代
- 鈴里高校書道部（日本放送協會、2010年1月 - 2月）飾演
- 暗黑郵差（第3集）（東京電視台、2023年）飾演歡迎招待會的出席者
- GTO Revival（富士電視台、2024年4月1日）飾演市川里惠
- 青島くんはいじわる（日语：青島くんはいじわる）（第1集）（朝日電視台、2024年）客串演出
- デスゲームで待ってる（日语：デスゲームで待ってる）（第3集）（關西電視台、2024年）客串演出
- 法庭之龍（大結局）（東京電視台、2025年）飾演記者

### 其他電視節目
- 唐澤壽明 Presents 記憶的力量 II（日本電視台、2004年6月25日） - 首演
- Disney 365（衛星廣播 Disney Channel、2006年5月）
- Quiz! Hexagon II（富士電視台、2007年2月7日）
- 明石家3頻道（東京廣播公司、2007年2月28日 21:00）
- BURUBURU Untouchable（朝日放送、2007年4月13日 - 5月4日（逢週五））
- 熱血！Hobby Stadium（衛星廣播276頻道（Kids Station）、2007年4月14日 - ）常規演出
- God Tongue（東京電視台、2007年5月9日）
- （日本電視台、2008年6月4、11日）
- 日本電視台開局55年記念節目 Touch! eco 2008 為明天…55的挑戰？Special（日本電視台、2008年6月8日）
- （日本電視台、2008年7月24日）
- 中井正廣的Black Variety（日本電視台、2008年8月3日 - 31日（逢週日））
- （朝日電視台、2010年6月30日、8月4日、11日）

### 電影
- （2007年9月29日公映）飾演亞紗美
- （2008年10月11日公映）飾演由貴

### 電腦／手機傳訊連續劇
- 青梅竹馬（2008年6月傳訊）飾演杉野有紀
- 之『THE BOY IN WONDERLAND』（2008年6月20日 - 7月20日傳訊）飾演

### 音樂會
- 第3公演（橫濱體育館、2010年3月25日）
- 第3公演（代代木第一體育館、2010年7月11日）

### 舞台劇
- GO,JET!GO!GO!（2011年）
- （俳優座劇場、2012年1月31日 - 2月5日）
- （新國立劇場）
- （新國立劇場）
- （六行會Hall）
- （Theater Green、2012年4月12日 - 16日）（與亞希子交替飾演同一角色）
- GO,JET!GO!GO!Vol.5 （Aqua Studio、2012年7月18日 - 29日）
- （六行會Hall、2012年6月22日）飾演時空刑警Alcyone（每日嘉賓）[2]
- 第1回Dig/esT Produce公演（Sun-mall Studio、2013年1月16日 - 27日）
- （Sun-mall Studio、2013年）
- 音樂朗讀劇 （下北澤亭、2014年）
- （北澤Town Hall、2014年）飾演夜月（主演）
- （小劇場B1、2014年）
- （上野Store House、2014年）

### 廣告
- NTT東日本電報
- 日本郵政公社（2007年）
- AEON（2012年）
- au「Smart Pass」（2013年）
- 佐世保映像社（2015年）
- SAXA 形象人物（2015年）
- GEO篇（2015年7月）
- 湘南美容外科篇（2015年10月 - ）
- （2016年6月 - ）

### 電台節目
- WALLOP （2011年起的兩年期間與亞希子共同主持）
- Skyrocket Company（FM東京、2015年 - ）常規演出

### DVD
- 奈津子（LIVERPOOL、2007年9月21日發售）
- 奈津子·亞希子 with （LIVERPOOL、2007年12月21日發售）
- （2008年7月25日發售）

含製作特輯、訪問等內容。
- 日Telegenic2008奈津子（VAP、2008年9月26日發售）

為個人形象DVD。
- （GRASSOC、2011年7月14日發售）

### 其他
- （日經Trendy Net、每周二傳訊）

## 書籍

### 寫真集
- futari（木村晴、WANI BOOKS、2006年4月26日發售、ISBN 4-8470-2925-9）

與雙胞胎妹妹亞希子一起拍攝的寫真集。

### 雜誌
| 名稱          | 發售日     | ISBN（如有）       |
| ------------- | ---------- | ------------------ |
| 第三文明      | 2006/11/01 |                    |
| FINEBOYS      | 2006/11/10 |                    |
| TV JAPAN      | 2006/11/15 |                    |
| Kindai        | 2006/11/22 |                    |
| memew         | 2006/11/28 | ISBN 4-7648-7138-6 |
| memew DX 2006 | 2006/12/28 | ISBN 4-7648-7133-5 |

### 其他
- 「DIME」內的NEW GOODS LABOLATORY（小學館）（2015年起常規連載中）

## 關連項目
- 亞希子
- 佐津川愛美
- 戶田惠梨香

## 外部連結
- ABP官方個人詳細資料（页面存档备份，存于）
- http://ameblo.jp/natsuko-akiko/（页面存档备份，存于）
- 奈津子的X（前Twitter）
- 奈津子的Instagram帳戶（2016年2月起）
- 餃子断面部的Instagram帳戶（2016年5月起）
- （每週六更新）
- 研音前官方個人詳細資料（Internet Archive連結）
- Dig-esT前官方個人詳細資料（Internet Archive連結）
- Yahoo! Japan - 奈津子的個人資料
- 日Telegenic官方網站上的介紹頁（页面存档备份，存于）